# عطاف
عطاف (به عربی: العطاف) یک شهرداری در الجزایر است که در استان عین الدفلی واقع شده‌است.